# Риволи (улица)
Вижте пояснителната страница за други значения на Риволи.
Улица „Риволи́“ (на френски: Rue de Rivoli) е сред най-дългите и най-известни улици в Париж. Носи името на успешните битки на Наполеон, наречена битка за Риволи, водена на 14 и 15 януари 1797 година.
Тя е естествено продължение на „Шанз-Елизе“ на изток от площад „Конкорд“. Простира се по десния бряг на Сена в продължение на 3 километра успоредно на течението на реката. При кралете Шарл X и Луи-Филип улицата продължава на изток до старинния квартал Льо Маре.
В южната страна на улицата се намират Лувърът и дворецът Тюйлери, а в северната – множество магазини. Това е търговска улица, където могат да се видят стоки от най-известните имена на модата. Сред забележителностите на улицата е статуята на Жана д'Арк.